# مورگان فینی
مورگان فینی (انگلیسی: Morgan Feeney؛ زادهٔ ۸ فوریهٔ ۱۹۹۹) بازیکن فوتبال اهل بریتانیا است.
از باشگاه‌هایی که در آن بازی کرده‌است می‌توان به باشگاه فوتبال اورتون اشاره کرد.
وی همچنین در تیم‌های ملی فوتبال زیر ۱۷ سال انگلستان، زیر ۱۸ سال انگلستان، و زیر ۱۹ سال انگلستان بازی کرده‌است.